# Trilogia Bartimaeus
A Trilogia Bartimaeus é uma série de livros de fantasia criados por Jonathan Stroud e os livros foram publicados entre 2003 e 2005.
Os três livros são:
- O Amuleto de Samarkand
- O Olho de Golem
- O Portão de Ptolomeu

O personagem do título, Bartimaeus, é um djinn de cinco mil anos. A história é contada através do ponto de vista dos três personagens, o mago Nathaniel (ou John Mandrake), o djinn Bartimaeus, e a plebeia Kitty Jones.

## Sumário
Durante o livro a história passa por três períodos. O primeiro, e o maior, é a ascensão e a queda de Londres como centro do poder mundial. A segunda, quando Nathaniel, que se transformou em um arrogante, como fome de poder, volta a ser um garoto; e o terceiro, em que Kitty e Bartimaeus restauram a fé da sua raça.

### O Amuleto de Samarkand
Um aprendiz de mago, Nathaniel, secretamente invoca um Djim de mais de 5.000 anos, Bartimaeus, para que o sirva como escravo.

### O Olho de Golem
Nesta segunda parte, Nathaniel e seu parceiro Bartimaeus, juntos, embarcam numa aventura em busca do segredo da misteriosa fera que ronda Londres.

### O Portão de Ptolomeu
Nathaniel, Kitty e Bartimaeus vão ter de confiar uns nos outros para conseguirem vencer a teia de altas conspirações e traições que levarão a um golpe de estado.

### O Outro Lugar
O Outro Lugar é o mundo dos demônios, onde o tempo não existe e onde os demônios não tem identidade. Não existe ordem nesse mundo, porque não existe matéria. No Outro Lugar a essencia dos demônios pode curar e reconstituir. E só existem dois não-demônios nesse lugar, Ptolomeu e Kitty Jones. Esse é o mundo que Bartimaeus habita quando ele não está sendo escravizado por um mago.

## Personagens principais

### Bartimaeus
Um dos personagens principais da trilogia, e de onde ela recebeu o nome. Bartimaeus é um djinn de cinco mil anos. Que geralmente faz explicações através das notas de rodapé, em que ele mostra a sua natureza sarcastica.

### Nathaniel/John Mandrake
Ele faz parte do trio de personagens principais. Durante a história Nathaniel tem um sede de poder, que só cessa no terceiro livro, em que ele se torna mais responsável e honrado, como ele era quando criança.

### Kathleen "Kitty" Jones
Kitty aparece durante o primeiro livro, mas só em algumas cenas. O segundo livro passa a ter ela como ponto de vista da história. Ela assume duas diferentes identidades, Clara Bell e Lizzie Temple, e está trabalhando para um mago. A partir do seu contato com magos ela ganha conhecimento sobre invocações e passa a poder invocar Bartimaeus.